# 시즈오카현 제6구
시즈오카현 제6구(일본어: 静岡県第6区)는 일본의 중의원 선거구이다. 

## 역사
1994년 공직선거법 개정으로 신설되었다. 2002년 공직선거법이 개정되어 구역 변동이 있었다.

## 지역
- 누마즈시
- 아타미시
- 이토시
- 시모다시
- 이즈시
- 이즈노쿠니시 일부 (옛 니라야마초, 오오니초 지역)
- 가모군
- 슨토군 일부 (시미즈정, 나가이즈미정)

## 역대 국회의원
| 선거          | 선거          | 의원              | 정당       |
| ------------- | ------------- | ----------------- | ---------- |
|               | 1996년 제41회 | 와타나베 슈       | 민주당     |
| 2000년 제42회 |               | 와타나베 슈       | 민주당     |
| 2003년 제43회 |               | 와타나베 슈       | 민주당     |
| 2005년 제44회 |               | 와타나베 슈       | 민주당     |
| 2009년 제45회 |               | 와타나베 슈       | 민주당     |
| 2012년 제46회 |               | 와타나베 슈       | 민주당     |
| 2014년 제47회 |               | 와타나베 슈       | 민주당     |
|               | 2017년 제48회 | 와타나베 슈       | 희망의당   |
|               | 2021년 제49회 | 가쓰마타 다카아키 | 자유민주당 |

## 같이 보기
- 일본 중의원 소선거구제 선거구 목록

|  | 46.02% |

|  | 45.75% |

|  | 8.23% |